# Epiphragma ocellare
Epiphragma ocellare är en tvåvingeart som först beskrevs av Carl von Linné 1761.  Epiphragma ocellare ingår i släktet Epiphragma och familjen småharkrankar. Arten är reproducerande i Sverige.

## Underarter
Arten delas in i följande underarter:
- E. o. ocellare
- E. o. gracilistylus

## Bildgalleri

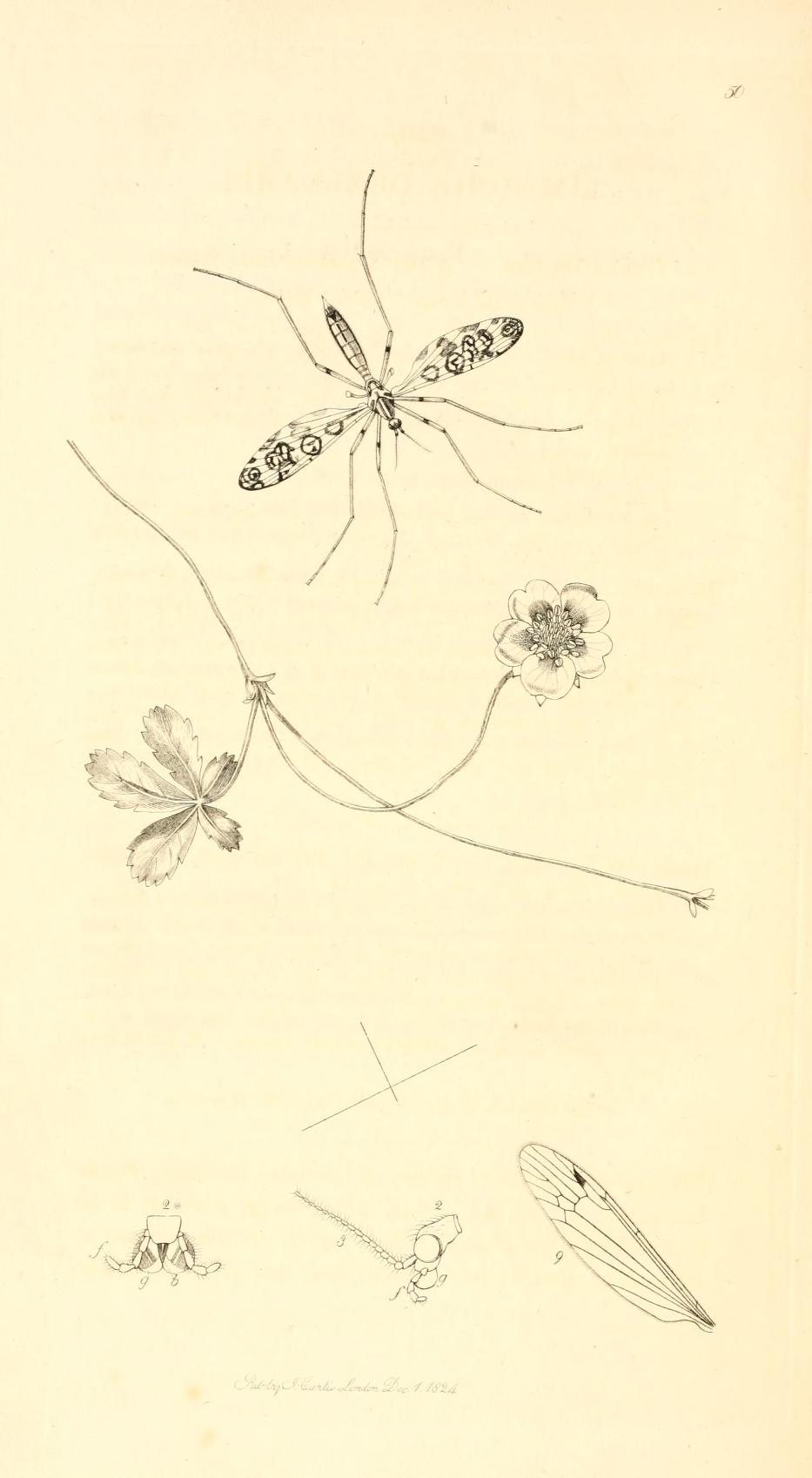
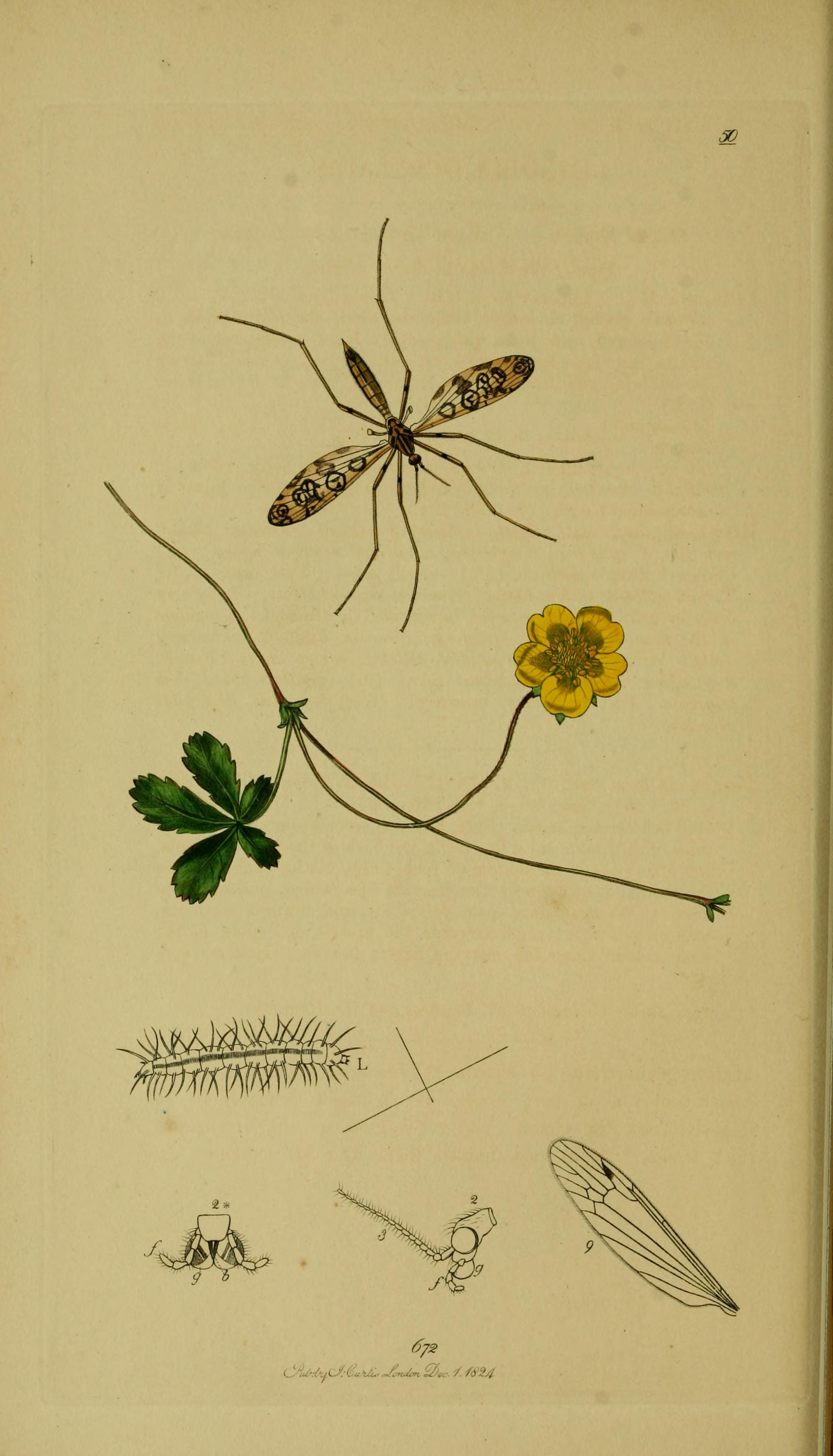
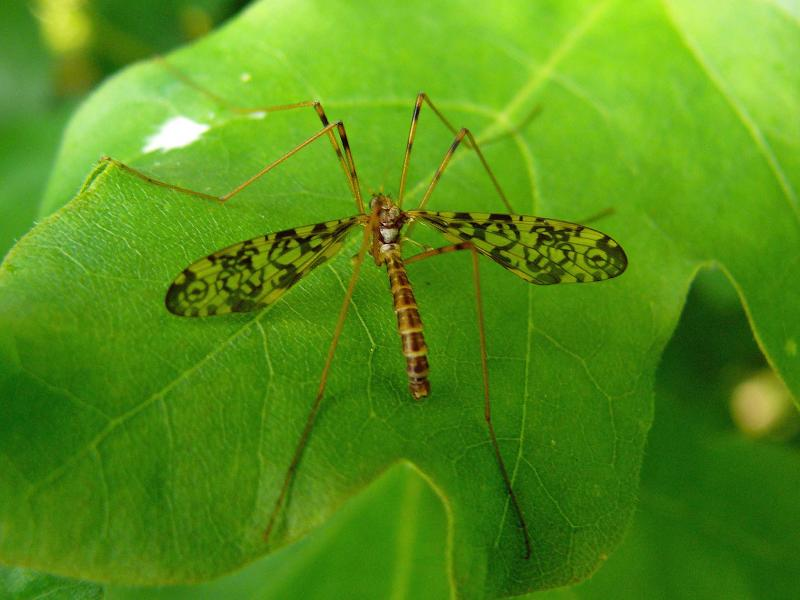
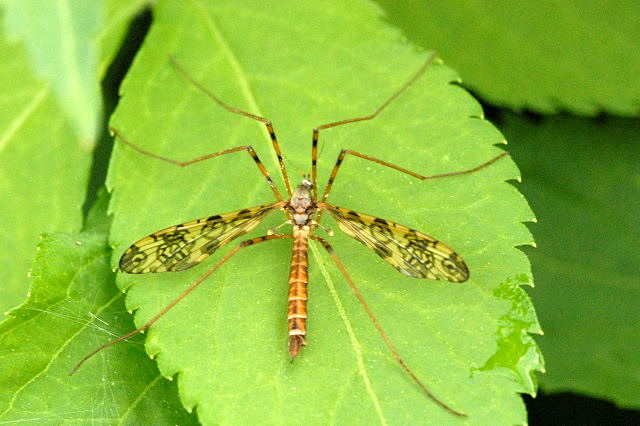
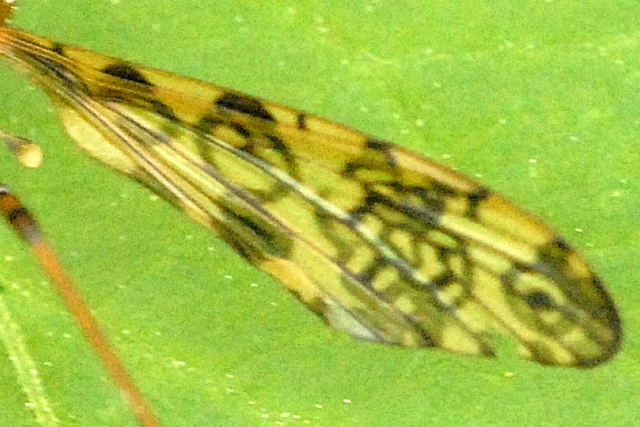